# Dacarjevo brezno - Žiganja vas
Dacarjevo brezno - Žiganja vas este o arie protejată (arie specială de conservare — SAC, sit de importanță comunitară — SCI) din Slovenia întinsă pe o suprafață de 107,7 ha, integral pe uscat.

## Localizare
Centrul sitului Dacarjevo brezno - Žiganja vas este situat la coordonatele 46°19′08″N 14°18′00″E / 46.3188°N 14.3001°E.

## Înființare
Situl Dacarjevo brezno - Žiganja vas a fost declarat sit de importanță comunitară în aprilie 2004 pentru a proteja 1 specie de animale. Situl a fost protejat și ca arie specială de conservare în februarie 2012.

## Biodiversitate
Situată în ecoregiunea continentală, aria protejată conține 2 habitate naturale: Peșteri inaccesibile publicului, Păduri ilirice de stejar și carpen (Erythronio-Carpinion).
La baza desemnării sitului se află o specie protejată de  mamifere: liliacul mic cu potcoavă (Rhinolophus hipposideros).